# Telopora watersi
Telopora watersi är en mossdjursart som först beskrevs av Harmer 1915.  Telopora watersi ingår i släktet Telopora och familjen Cerioporidae. Inga underarter finns listade i Catalogue of Life.